# セントリフュージ

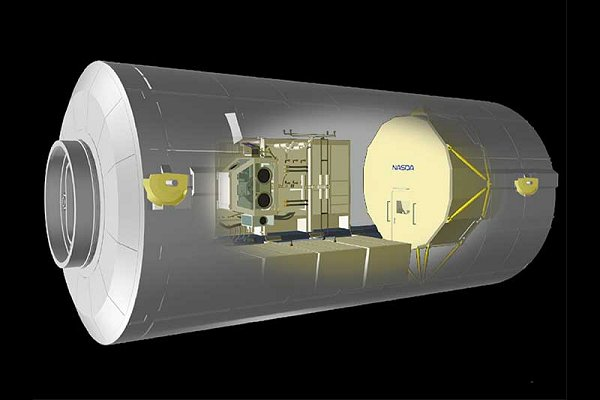
セントリフュージモジュール

セントリフュージ実験モジュール(CAM:Centrifuge Accommodations Module)は、国際宇宙ステーション(ISS)の構成要素として計画されたが、キャンセルされた実験施設である。実験のために重力を制御する能力を提供する予定だった。なお、セントリフュージ（英語: centrifuge）とは遠心分離機を指す普通名詞だが、日本語でこのモジュールを呼ぶ際は、固有名詞的に「セントリフュージ」と呼ぶのが一般的である。

## 目的
- いろいろな生物学的試料を、0.01 G から 2 G の人工重力環境に晒す。
- 同時に2つの異なる強さの人工重力環境を用意する。
- 変化する重力の影響や重力の閾値を調べるため、部分的な重力や強い重力の環境を用意する。
- 重力の一時的な影響を調べるため、試料に短時間の部分的な重力や強い重力を与える。
- ISSの微小重力環境から切り離して、地球と同じ重力を提供する。
- 試料を微小重力環境から戻すために、ISS上で地球を模した環境を用意する。
- 微小重力環境で、試料を本来の 1 G に制御する。

## 開発
セントリフュージは、JAXAのきぼうをNASAが無償で打ち上げる対価として、JAXAで開発された。セントリフュージはISSのハーモニーの天頂側に設置される予定で、セントリフュージのフライトモデルと、遠心分離機ローターの開発モデルが製造された。主な製造者は三菱重工業である。しかし2005年、ISSの費用超過とスペースシャトルの飛行スケジュールの問題から、居住モジュールやX-38乗員帰還機とともにキャンセルされた。

## 形状
セントリフュージの船体は、きぼうの船内実験室とほぼ同じ形状、寸法である。ただし、端部には船外実験プラットフォームやロボットアーム、エアロックなどは設置されておらず、行き止まりの壁になっている。また、側面に船内保管室を取り付ける共通結合機構もなく、多目的補給モジュールに似たシンプルな構造であった。

## 現状

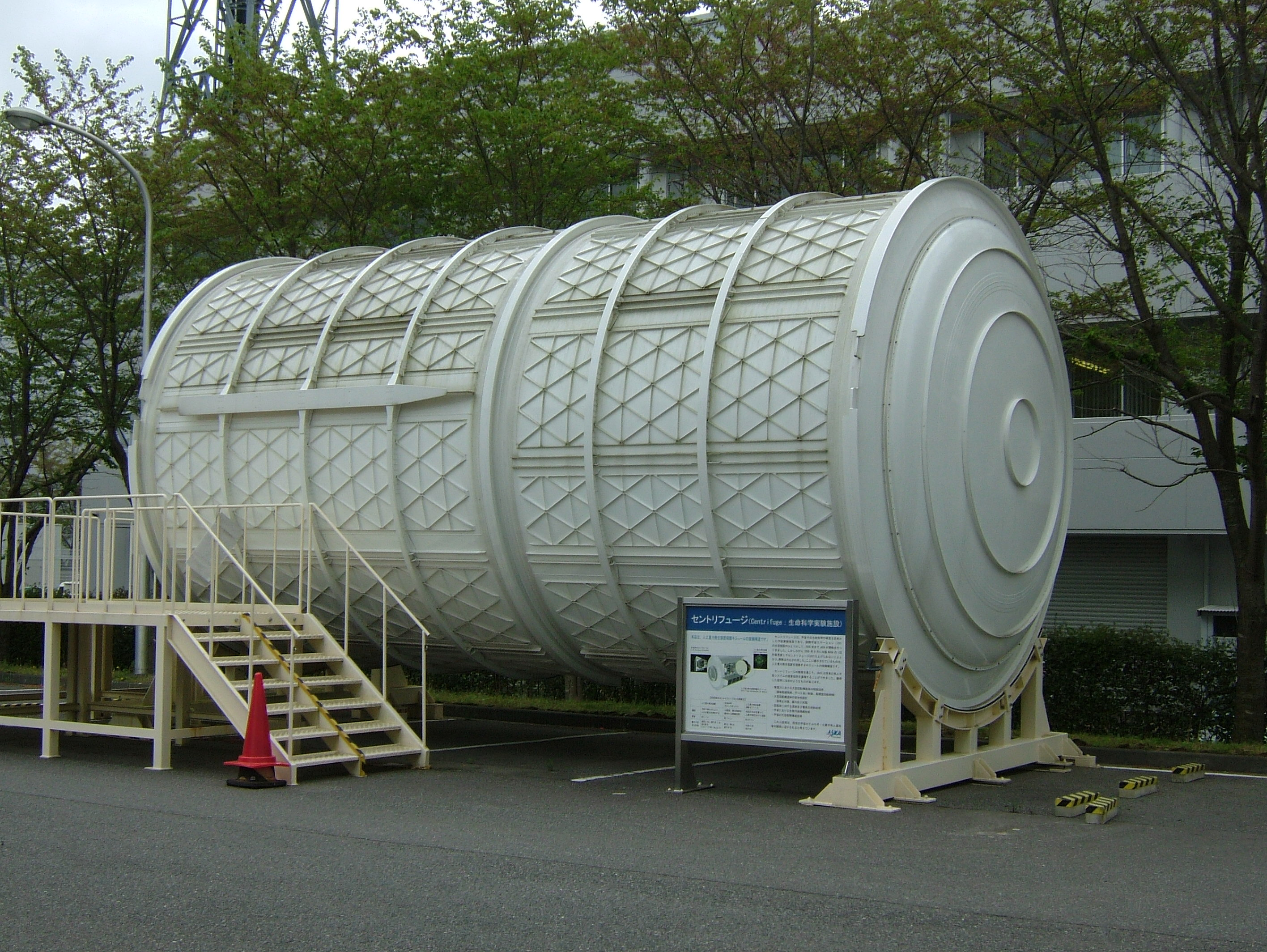
筑波宇宙センターに展示されているセントリフュージ (特別公開時に撮影)

現在、セントリフュージは、筑波宇宙センターの屋外に展示されている。NASAはセントリフュージの開発と打ち上げを中止したが、これまでの開発成果をもってJAXAとの契約を完了し、対価であるきぼうの無償打ち上げは予定通り行われることになった。
本来、セントリフュージが設置される予定だったハーモニーの天頂側結合部は、きぼう船内保管室の仮設置に使われただけで、他の恒久的モジュールの設置予定は無い。スペースシャトルの多目的補給モジュール（MPLM）をハーモニーの下部結合部に接続するミッション時に、宇宙ステーション補給機（HTV）がハーモニーの下部結合部に結合している場合、場所が競合するため一時的な退避用として使用する構想はあったが、実現する予定は無かった。だが2011年2月、こうのとり(HTV)2号の結合中にスペースシャトルディスカバリー号もドッキングする予定となったため、一度こうのとりを天頂側結合部に移動、その間に、ディスカバリーのカーゴペイの、PMM(元MPLM)レオナルドを所定の位置に結合した。